# Disney Channel (Corea del Sud)
Disney Channel è stato un canale televisivo sudcoreano edito da Disney Channels Korea Ltd. nonché versione locale della rete statunitense omonima.

## Storia
Il 1º giugno 2002 la versione asiatica di Disney Channel ha iniziato a trasmettere programmi con sottotitoli coreani e, nel maggio 2010, Disney Channel Worldwide (divenuta Disney Branded Television nel 2020) e SK Telecom si sono uniti per fondare Television Media Korea Ltd. (una joint venture divenuta Disney Channels Korea nel 2016) e, il 1º luglio 2011, sono iniziante le trasmissioni di programmi doppiati in coreano sul nuovo canale
Il 2 novembre 2011, SK Telecom ha fisicamente scorporato la sua attività di piattaforma, inclusa TV Media Korea, nella sua nuova filiale, SK Planet.  Successivamente, SK Planet ha venduto tutte le sue azioni in TV Media Korea a The Walt Disney Company Korea, una società coreana di The Walt Disney Company, il 30 settembre 2015. Di conseguenza Disney gestisce direttamente Disney Channel e il suo canale gemello Disney Junior  in Corea del Sud.

### Chiusura
Disney Channel e Disney Junior vennero sostituiti nel 2021 da Disney+.

## Palinsesto (parziale)

### Serie originali
- Elena di Avalor
- La legge di Milo Murphy
- Marvel Spider-Man
- I Greens in città
- Gli Avengers del futuro
- Anfibia
- The Owl House - Aspirante strega
- Lilo & Stich
- Ultimate Spider-Man
- Mako Mermaids
- Mermaid Melody Pichi Pichi Pitch
- Phineas e Ferb
- Gravity Falls
- DuckTales - Avventure di paperi
- Wander
- LEGO Star Wars
- I 7N
- Randy - Un Ninja in classe
- Operación Triunfo
- Star Wars Rebels
- Star Wars Resistance
- Soy Luna